# Torricado

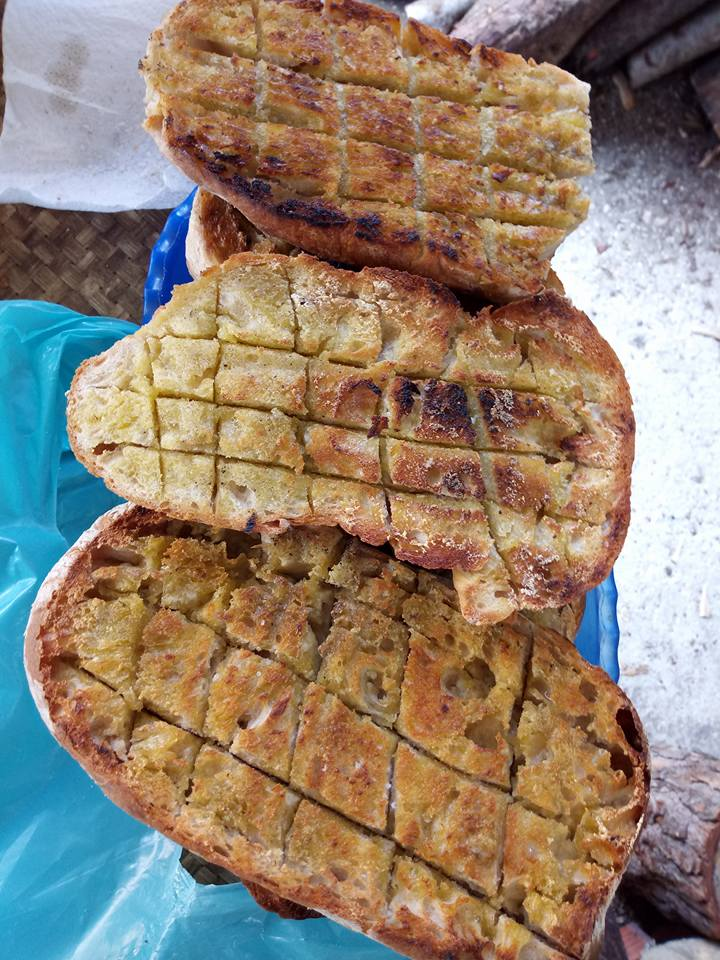

O Torricado (de estorricado, com aférese) é um prato típico da região do Ribatejo.

## Origens
Originalmente, este prato era feito por trabalhadores dos campos e vinhas da planície do rio Tejo, principalmente nas zonas de Almeirim, Azambuja, Cartaxo, Santarém e Vila Nova da Rainha. Era normal que ficassem alguns dias fora de casa, então levavam um pão grande e todos os dias, quando o pão estava duro, faziam torradas para não desperdiçá-lo.
A cultura do bacalhau foi trazida para o Ribatejo por trabalhadores sazonais da uva, que vieram do norte de Portugal (zona de Aveiro e Ílhavo). Um fogo foi feito com os galhos da poda. Como a madeira da videira arde rapidamente, fizeram-se imediatamente brasas, sobre as quais se cozinhava o bacalhau. Havia também espaço para torrar os pães partidos ao meio, que depois eram esfregados com dentes de alho e mergulhados em azeite. O prato, simples mas calórico, era servido no almoço das vindimas.

## Promoção
Na freguesia de Samora Correia, uma irmandade local homenageia este prato popular: a Confraria do Torricado com Bacalhau. Durante o Festival de Gastronomia da Lezíria Ribatejana, em Benavente, um dos eventos é a “festa do torricado com bacalhau.